# Le Boupère
Le Boupère é uma comuna francesa na região administrativa da Pays de la Loire, no departamento de Vendéia. Estende-se por uma área de 43,48 km². Em 2010 a comuna tinha 3 210 habitantes (densidade: 73,8 hab./km²).